# Packham's Triumph

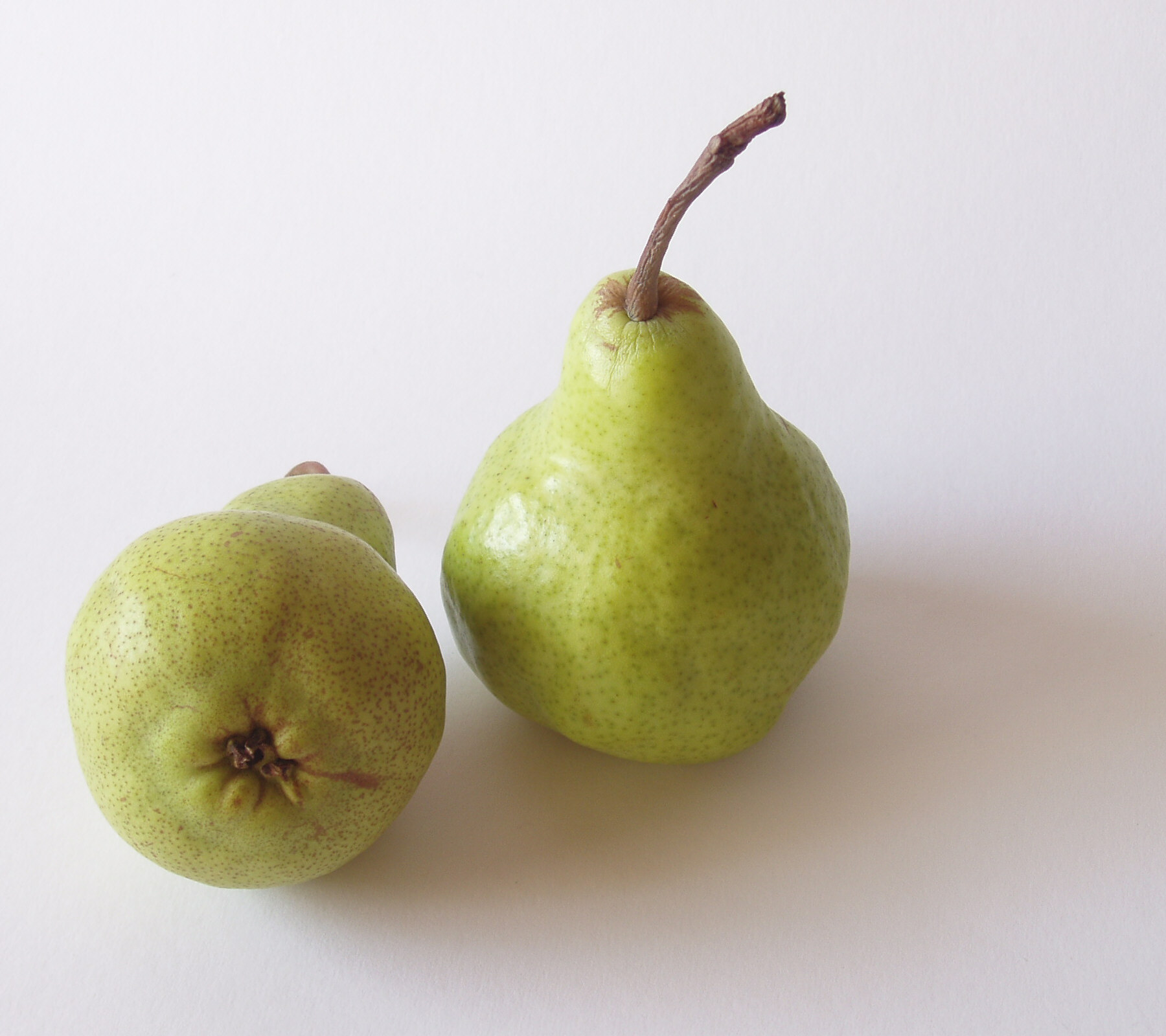
Avant maturité complète.

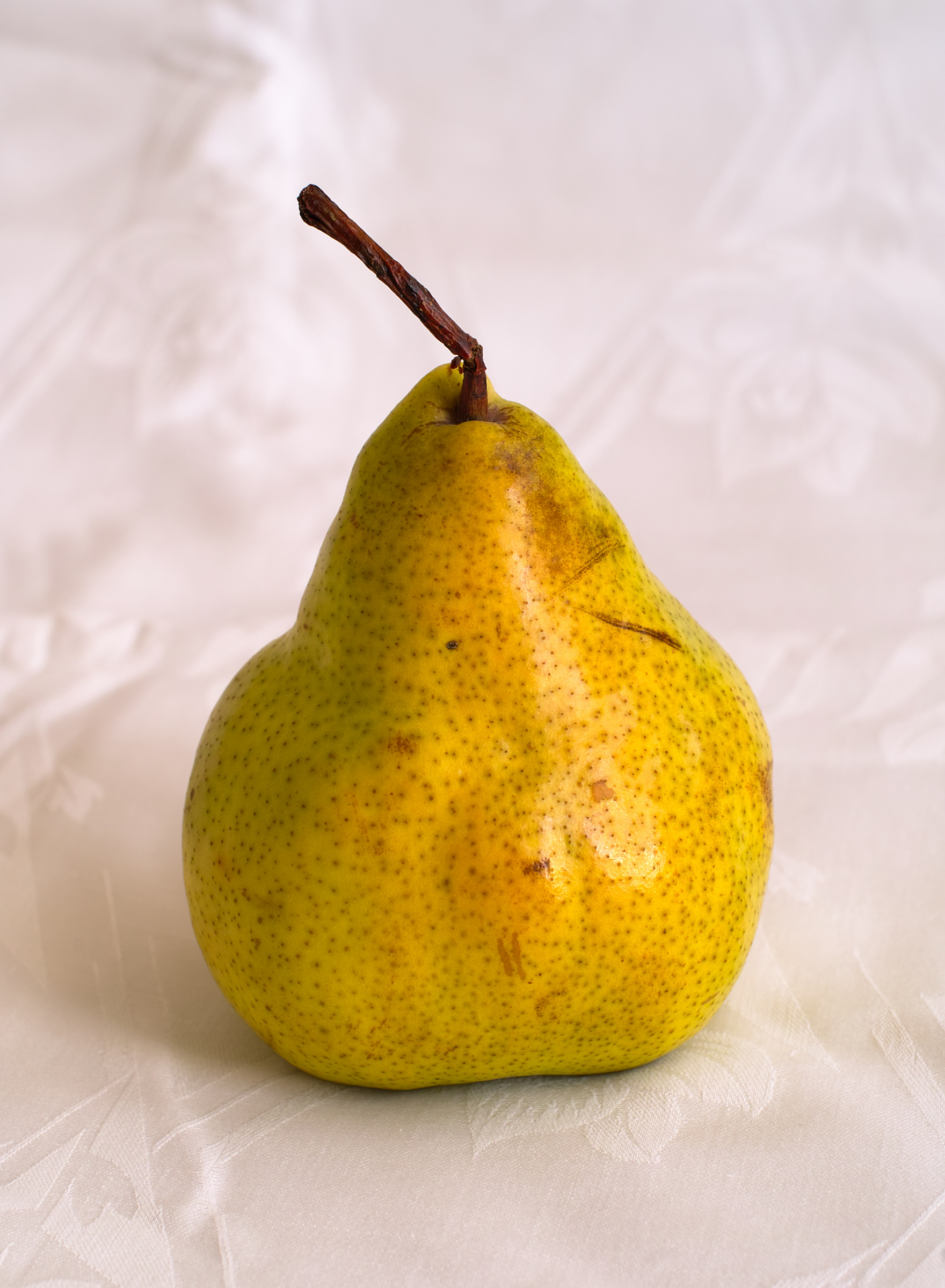
Gorgée de soleil.

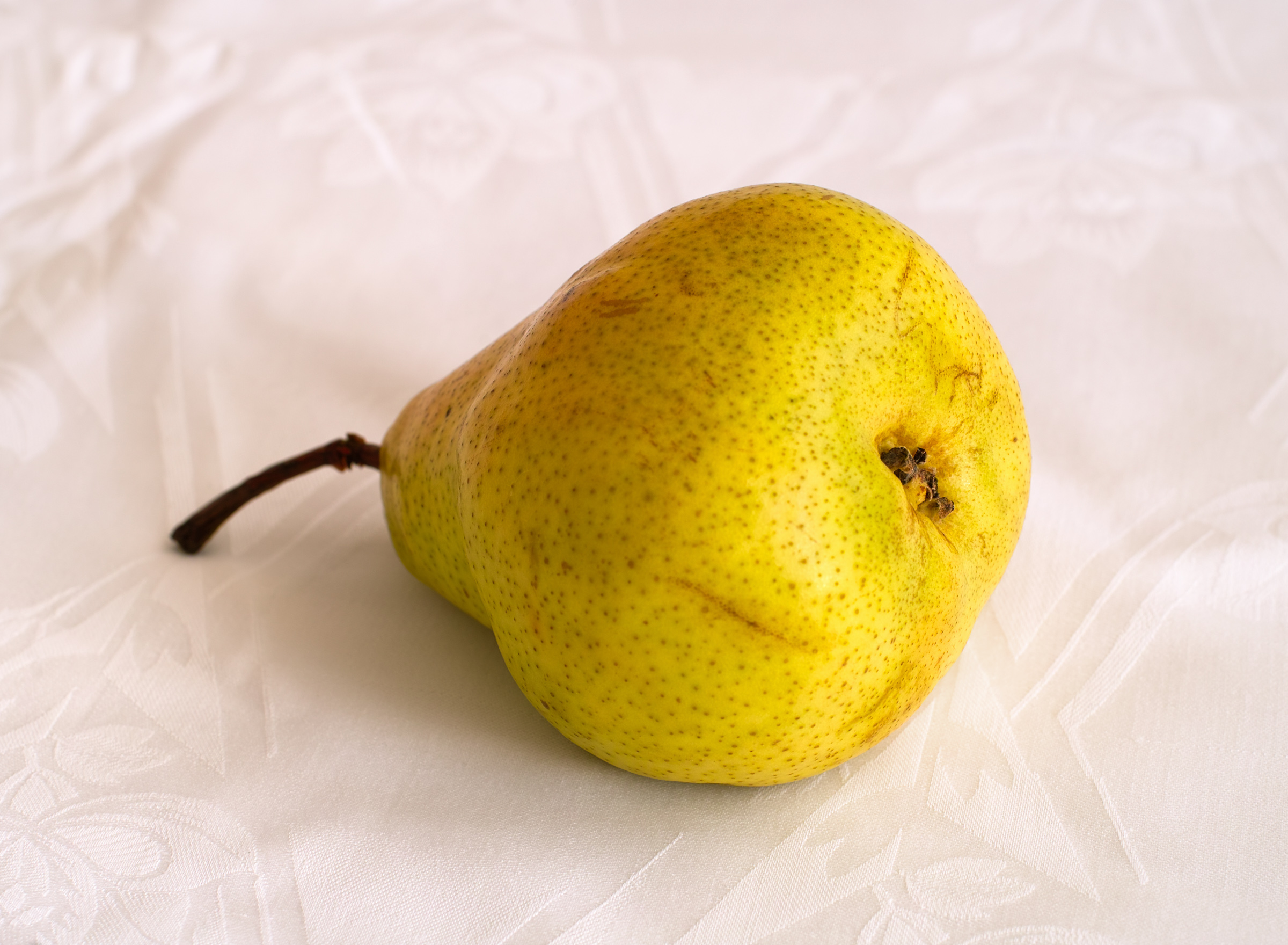
Aperçu de l'œil.

## Origine
‘Packham's Thriumph’ a été obtenue par croisement : Belle Angevine (Uwedale's Saint-Germain) X Williams Bon Chrétien, en Australie, en 1896, par M. Packham. Elle a été ensuite reçue en 1910 par la maison Barbier frères, à Orléans, envoyée des Établissements U. Wicks Nurseryman Payn Cham (Australie).

## Description

### Arbre
Cette variété doit être cultivée en formes naines libres ou palissées, tant chez l'amateur qu'en culture intensive. Sa vigueur est bonne et sa mise à fruits remarquable. Les brindilles sont chargées de fruits. 
Excellente variété qui commence à se répandre dans le Sud-Est de la France.
Sensibilité aux maladies et aux ravageurs : sensible au feu bactérien et Pseudomonas syringae.

### Fruit
Le fruit de Packham's Triumph est assez gros, cydoniforme ventru, irrégulier, bosselé en son pourtour, mamelonné à la base.
L'épiderme est vert foncé passant au jaune paille, plaqué de fauve autour du pédicelle.
Œil : grand, mi -clos, inséré dans une cavité peu large, évasée et mamelonnée.
Pédicelle : légèrement charnu à la base, de moyenne longueur, gros, implanté obliquement au sommet du fruit.
Chair : blanc jaunâtre, très juteuse, très sucrée, très parfumée, légèrement acidulée.
Qualité : bonne.
Maturité : septembre-octobre.

## Appréciation générale
C'est une variété très productive, de bonne qualité gustative. Son aspect bosselé surprend. 
La variété manque d'affinité avec les cognassiers, un greffage sur un intermédiaire est souhaitable.